# Helconidea dentator
Helconidea dentator är en stekelart som först beskrevs av Fabricius 1804.  Helconidea dentator ingår i släktet Helconidea och familjen bracksteklar. Arten är reproducerande i Sverige. Inga underarter finns listade i Catalogue of Life.